# وسام هوساوي
وسام هوساوي لاعب كرة قدم سعودي ، يلعب كلاعب وسط في نادي جدة.